# Montezumia pelagica
Montezumia pelagica är en stekelart som beskrevs av Henri Saussure 1852. Montezumia pelagica ingår i släktet Montezumia och familjen Eumenidae. Utöver nominatformen finns också underarten M. p. sepulchralis.